# Edwin Jarvis
Edwin Jarvis é um personagem coadjuvante nos títulos da Marvel Comics, Os Vingadores, Homem de Ferro e Homem-Aranha. Ele é o mordomo de Howard Stark e seu filho Tony. Desde os anos 1990, o personagem já apareceu em adaptações de Homem de Ferro e dos Vingadores.
No Universo Marvel Cinematográfico, Edwin Jarvis é interpretado por James D'Arcy na série de televisão Marvel's Agent Carter em 2019 no filme Avengers: Endgame.

## Origem
Jarvis nasceu e cresceu no Brooklyn, Nova York, mas durante a Segunda Guerra Mundial, ele fugiu para se juntar à Força Aérea Real Canadense para lutar pela Grã-Bretanha contra os nazistas como um piloto iniciante. Talvez tenha sido durante este tempo que ele adquiriu seu sotaque inglês e aprendeu a ser um "cavalheiro de cavalheiros". Voltando aos Estados Unidos, ele encontrou uma posição como mordomo para Howard Stark e Maria Stark. Ele cuidou da mansão dos Stark mesmo depois de suas mortes.
O filho dos Starks, Tony, convocou a primeira reunião dos Vingadores como Homem de Ferro e doou a casa como sede, de modo que se tornou a Mansão dos Vingadores. Jarvis viveu acostumado com os convidados e serviu os Vingadores muitos anos, agindo como uma figura paterna para alguns recém-chegados. Ele é a única pessoa que esteve com os Vingadores para toda a sua existência, uma distinção nem mesmo o Capitão América pode reclamar.
Além de servir e apoiar os Vingadores, Jarvis também teve a sua quota de várias aventuras. Certa vez, no início de sua associação com a equipe, Jarvis ficou desesperado por dinheiro devido a doença grave de sua mãe. Ele aceitou o dinheiro do Carmesim Cowl original (logo revelou ser o robô Ultron), em troca do fornecimento de plantas para a Mansão dos Vingadores. Ultron capturou os Vingadores e Jarvis hipnotizado para acreditar que ele foi o Carmesim Cowl. Os Vingadores logo viraram o jogo sobre Ultron e ajudaram Jarvis a recuperar sua identidade e restaurar a saúde de sua mãe.
Quando o Homem-Aranha se juntou aos Vingadores recém-reagrupados de Tony Stark, ele se mudou com sua família para a Torre Stark. Posteriormente, Jarvis começou a desenvolver um relacionamento romântico com a tia de Peter, May Parker.

## Outras Versões

### Dinastia M
Na série Dinastia M: Homem de Ferro, o sistema de inteligência artificial no traje de Tony Stark é conhecido como "Jarvis", anterior à inteligência artificial J.A.R.V.I.S. vista no Universo Cinematográfico Marvel.

### Marvel Zombies
Na minissérie Marvel Zombies, na qual todos os super-heróis do mundo (e muitos dos vilões) são transformados por um vírus alienígena sensível em zumbis devoradores de carne, é revelado que Edwin Jarvis foi destruído e compartilhado entre os Vingadores. Como o Coronel América especulou, ele parece ter sido tão mortificado pelo espetáculo de seus amados Vingadores como cadáveres famintos que ele mal lutou. 

### Marvel Noir
No universo Marvel Noir, Edwin Jarvis é o engenheiro e assistente pessoal de Tony Stark.

### MC2
Edwin Jarvis, agora com cabelos visivelmente grisalhos, continua a ser o mordomo dos Avengers Next no universo MC2. Durante a edição inicial de 12 edições de A-Next, Jarvis é mostrado como um mentor para os jovens heróis. Junto com Scott Lang, Jarvis tenta ajudar e ajudar os Vingadores da maneira que puder. Mais tarde, ele se juntou a Tony Stark e um Gavião Arqueiro cego.

### Ultimate Marvel
A versão Ultimate Marvel de Edwin Jarvis é diferente de sua versão original e é muito mais sarcástica e agressiva com seu chefe, Homem de Ferro (Tony Stark). Jarvis é apenas o mordomo pessoal de Tony. Enquanto Tony namorava e ficou noivo de Natasha Romanova, Jarvis demonstrou estar continuamente em desacordo com Natasha e ambos foram rápidos em lançar insultos um ao outro. Jarvis foi baleado na cabeça por Natasha, um traidor da equipe Os Supremos. Sua morte é um dos fatores que contribuem para a descida de Stark ao alcoolismo total. O novo criado pessoal de Tony tolera ser chamado Jarvis.

## Outras mídias

### Televisão
- Edwin Jarvis aparece no segmento animado "Captain America" de The Marvel Super Heroes, interpretado por Vernon Chapman.
- Edwin Jarvis apareceu como um personagem coadjuvante em The Avengers: United They Stand, interpretado por Graham Harley.
- Em Marvel's Agent Carter da ABC, Edwin Jarvis é interpretado por James D'Arcy. Na série de TV ele é mordomo de Howard Stark e ajuda Peggy Carter, a trabalhar secretamente na Strategic Scientific Reserve a pedido de seu chefe. e serve de inspiração para o sistema J.A.R.V.I.S., uma inteligência artificial nos filmes do Homem de Ferro.[1]

### Filmes
- Edwin Jarvis fez uma aparição rápida em Ultimate Avengers, interpretado por Fred Tatasciore.
- Edwin Jarvis aparece no Ultimate Avengers 2, interpretado novamente por Fred Tatasciore. Ele é visto quando Tony Stark escolhe uma armadura do Homem de Ferro, a fim de combater o ataque dos Chitauris em Wakanda.
- James D'Arcy reprisou seu papel como Edwin Jarvis em Avengers: Endgame. O papel representa a primeira vez que um personagem introduzido em uma série de televisão do Universo Cinematográfico Marvel apareceu em um dos filmes.[7] Ele foi visto na década de 1970, onde pega Howard Stark para se encontrar com Maria depois que Howard teve uma conversa com Tony Stark sob o pseudônimo de Howard Potts.

### Vídeo games
Edwin Jarvis aparece em Marvel: Ultimate Alliance, com a voz de Philip Proctor e é visto na Torre Stark. Jarvis tem um diálogo especial com Deadpool, Homem de Ferro, Mulher-Aranha e Capitão América.